# Gertrudiella uncinicoma
Gertrudiella uncinicoma là một loài rêu trong họ Pottiaceae. Loài này được (Müll. Hal.) G. M. Suarez & Schiavone mô tả khoa học đầu tiên năm 2010.